# Nocturnal Emissions
Nocturnal Emissions es un proyecto de arte sonoro que ha publicado numerosos discos y grabaciones de diferentes estilos, como música electroacústica, música concreta, sound collage, ambient y noise. Su nombre se suele asociar a la primera escena de música industrial inglesa de los años 70.
El proyecto lo formó inicialmente Nigel Ayers junto a su hermano Danny y a Caroline K. Con el paso del tiempo, la formación ha ido cambiando, si bien Nigel siempre se ha mantenido al frente de ella.